# Libějice
Libějice település Csehországban, a Tábori járásban. Libějice Lom, Tábor, Radimovice u Želče, Malšice és Slapy településekkel határos. Lakosainak száma 120 fő (2024. január 1.).

## Népesség
A település lakosságának változását az alábbi diagram mutatja:
| Lakosok száma | 164  | 183  | 149  | 126  | 110  | 108  | 128  | 123  | 118  | 120  |
|               | 1869 | 1900 | 1921 | 1961 | 1980 | 2011 | 2016 | 2019 | 2021 | 2024 |